# Albert Slosman
"Albert Slosman" nacido en 1925 y fallecido el 28 de octubre de 1981 es un matemático y ensayista francés.

## Biografía
Profesor de matemáticas y experto en análisis informático, participó en los programas NASA para el lanzamiento del Programa Pioneer en Júpiter y Saturno.
Después de un accidente, pasó algunos años de convalecencia para estudiar en Chantal Scholasticate de Chantilly.
Muere el 28 de octubre de 1981, después de una caída, donde rompe el cuello del fémur, en las instalaciones de TF1 después de una entrevista con Grichka Bogdanoff en el programa  Temps X  sobre las profecías Nostradamus y sus interpretaciones recientes, en particular las de Jean-Charles de Fontbrune.

## Temas tratados
En sus libros, exploró el tema de Atlantis y su conexión con Antiguo Egipto así como también Piramidología.
Para él, la Atlántida se echó a perder en las aguas, causando el diluvio, el 27 de julio de 9792 a. C., fecha que dedujo del estudio de Zodiaco de Dendera.

## Publicaciones
Ensayos Les Portes de l'étrange chez Robert Laffont
- Le Grand Cataclysme (Trilogie des origines, vol. 1), 1976 BnF 34699267t
- Les Survivants de l'Atlantide (Trilogie des origines, vol. 2), 1978 BnF 34610130c Nota: Juan García Atienza escribió un libro con un título parecido el mismo año: Los supervivientes de La Atlántida (1978)[4]
- Le Livre de l'au-delà de la vie, Baudouin 1979 BnF 394420714
- La Vie extraordinaire de Pythagore, 1979 BnF 346503104
- Le Zodiaque de Dendérah : 150 ans avant J.-C. ou 12000 ans ?, éd. du Rocher 1980 BnF 346522032
- Et Dieu ressuscita Dendérah (Trilogie des origines, vol. 3), 1980 BnF 36143356c
- Biblion de Pythagore : livre des lois morales et politiques, 1980 BnF 34713657p
- Moïse l'Égyptien (La Trilogie du passé, vol. 1), 1981 BnF 346553408
- La Grande Hypothèse, 1982 BnF 347307836
- L'Astronomie selon les Égyptiens, 1983 BnF 36604046h

En español
- Y Dios resucito en Dendera

Prefacio
- Nostradamus trahi d'Élisabeth Bellecour, 1981 BnF 34740413d